# コクマルガラス

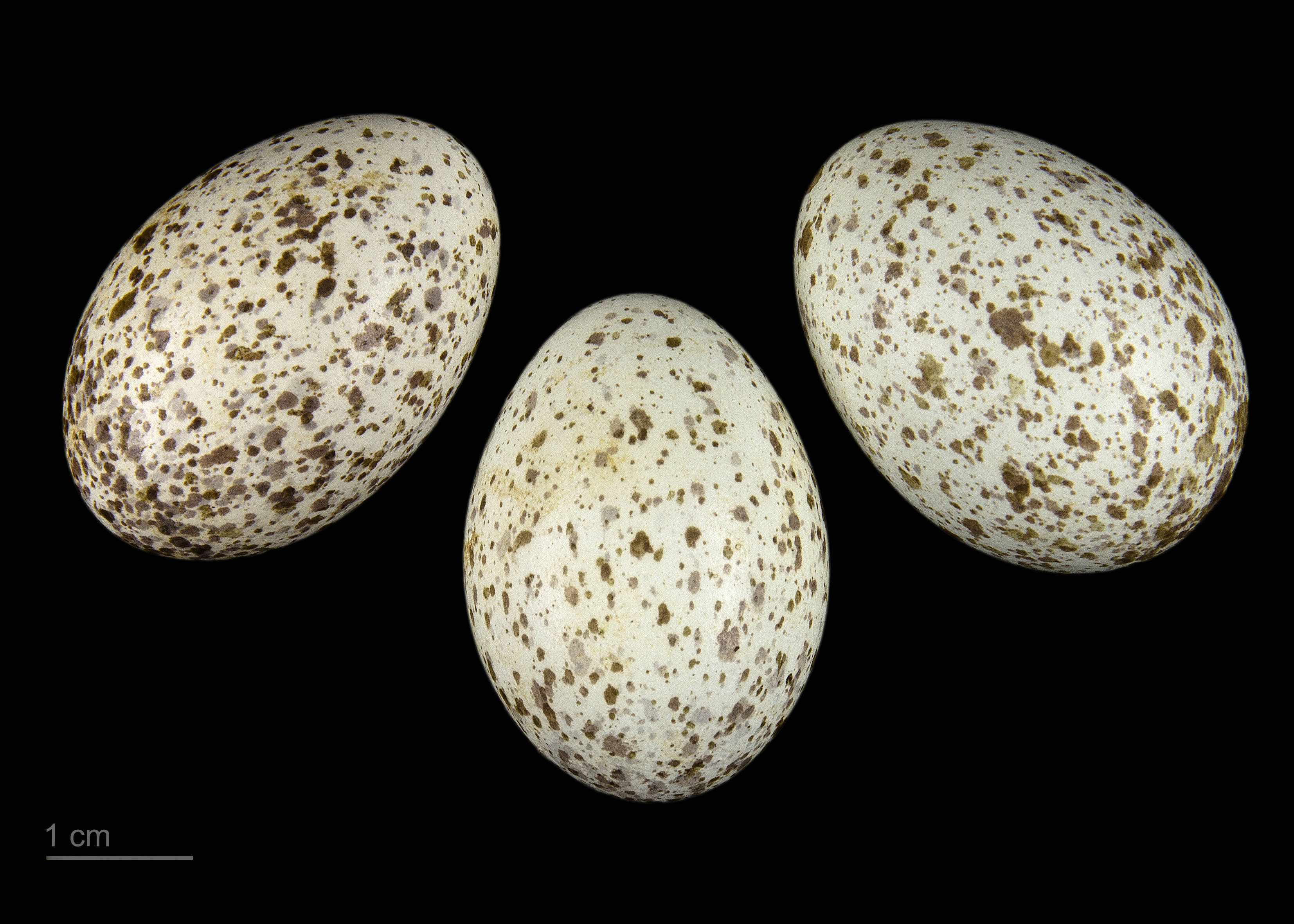
Coloeus dauuricus

コクマルガラス（黒丸鴉、Coloeus dauuricus）は、スズメ目カラス科に分類される鳥類。

## 分布
種小名dauuricusは、ダウーリア地方（「ダウール族の国」、バイカル湖の東）に由来。
大韓民国、中華人民共和国、台湾、朝鮮民主主義人民共和国、日本、モンゴル人民共和国、ロシア東部
日本には越冬のため本州西部、特に九州に飛来する（冬鳥）。（稀に北海道、本州東部、四国にも飛来することがある。）

## 形態
全長33cm。日本に飛来する旧カラス属では最小種。全身は黒い羽毛で覆われ、側頭部に灰色の羽毛が混じる。頚部から腹部の羽毛が白い淡色型と、全身の羽毛が黒い暗色型がいる。
嘴は細く短い。

## 生態
森林や草原、河原、農耕地などに生息する。ミヤマガラスと混群を形成することもある。
食性は雑食で、地上を歩きながら昆虫類、クモ類、鳥類の卵や雛、果実、種子などを食べる。採食は移動しながら行う。
繁殖形態は卵生。樹洞などに集団で巣を作り、1回に4-6個の卵を産む。主にメスが抱卵し、その間はオスがメスに捕らえた獲物を与える。給餌は雌雄共に行う。

## 分類
従来はカラス属として分類されていたが、現在は別属として分類することが一般的になっている。